# Холи Хилс (Колорадо)
Холи Хилс (енгл. Holly Hills) насељено је место без административног статуса у америчкој савезној држави Колорадо.

## Демографија
По попису из 2010. године број становника је 2.521.
| Група             | 2000.    | 2010.         |
| Белци             | 0 (0,0%) | 2.177 (86,4%) |
| Афроамериканци    | 0 (0,0%) | 61 (2,4%)     |
| Азијати           | 0 (0,0%) | 67 (2,7%)     |
| Хиспаноамериканци | 0 (0,0%) | 158 (6,3%)    |
| Укупно            | 0        | 2.521         |